# Lydie Polfer

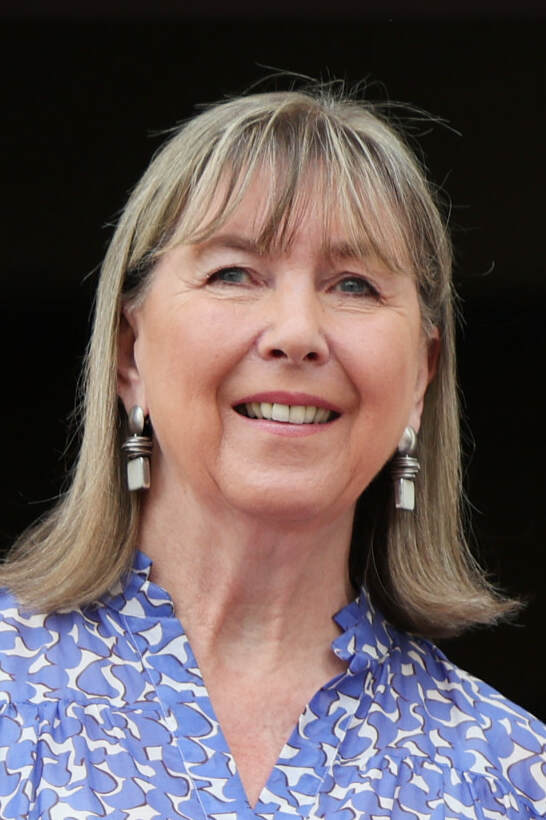
Lydie Polfer (2022)

Lydie Polfer (ur. 22 listopada 1952 w Luksemburgu) – luksemburska polityk i prawnik, była minister i wicepremier, kilkakrotna posłanka do Parlamentu Europejskiego, deputowana, burmistrz Luksemburga.

## Życiorys
Z wykształcenia prawnik, ukończyła studia wyższe w 1976 na Uniwersytecie w Grenoble. Rok później uzyskała dyplom DEA w zakresie integracji europejskiej. Od 1977 praktykuje jako adwokat (z przerwą w okresie 1999–2004).
Karierę polityczną rozpoczęła w 1979, kiedy to po raz pierwszy z listy Partii Demokratycznej została wybrana do Izby Deputowanych. W parlamencie zasiadała do 1985, następnie ponownie w latach 1989–1990 i 1994–1999. W 1982 została burmistrzem Luksemburga, zastąpiła na tym urzędzie swojego ojca Camille'a Polfera. Merem luksemburskiej stolicy była nieprzerwanie do 1999.
Od 1985 do 1989 i ponownie od 1990 do 1994 sprawowała mandat deputowanej do Parlamentu Europejskiego. W 1994 wybrano ją na przewodniczącą Partii Demokratycznej, którą kierowała przez dziesięć lat. Po wyborach krajowych w 1999 została wicepremierem, ministrem spraw zagranicznych i handlu zagranicznego oraz ministrem służb publicznych i reformy administracyjnej w rządzie Jeana-Claude’a Junckera.
W 2004 uzyskała mandat poselski zarówno w wyborach do Izby Deputowanych, jak i do Europarlamentu. Gdy po słabszym wyniku demokratów w obu tych głosowaniach partia chrześcijańska nie zdecydowała się na odnowienie koalicji z PD, Lydie Polfer odeszła z rządu i objęła miejsce w Parlamencie Europejskim. W VI kadencji PE zasiadała w grupie Porozumienia Liberałów i Demokratów na rzecz Europy oraz Komisji Spraw Zagranicznych.
W 2009 kandydowała wyłącznie do Izby Deputowanych, została wybrana w okręgu centralnym; reelekcję uzyskiwała także w 2013, 2018 i 2023. W 2013 powróciła (w miejsce Xaviera Bettela) na funkcję burmistrza Luksemburga.

## Odznaczenia
- Krzyż Wielkiego Oficera Orderu Gwiazdy Rumunii (Rumunia, 1999)[5]